# (2448) Sholokhov
(2448) Sholokhov ist ein Asteroid des Hauptgürtels, der am 18. Januar 1975 von der russischen Astronomin Ljudmila Iwanowna Tschernych am Krim-Observatorium in Nautschnyj (IAU-Code 095) entdeckt wurde.
Der Asteroid wurde nach dem russischen Schriftsteller Michail Alexandrowitsch Scholochow (1905–1984) benannt, der 1965 für sein Werk Der stille Don mit dem Nobelpreis für Literatur ausgezeichnet wurde.